# Pontllyfni
Pontllyfni és una petita població del Mar d'Irlanda situada en la desembocadura del riu Llyfni, en un cap de la vall del Nantlle. Forma part de la península de Llŷn, i se situa en el comtat gal·lès de Gwynedd.
Té un pont històric del 1612, el Pont-y-Cim, una escola primària, l'Ysgol Brynaerau amb 70 alumnes (2007) i diversos càmpings.
A la vila hi visqué Ifor Williams (1881-1965), un estudiós que posà les bases per a l'estudi científic del gal·lès antic i, especialment, de la poesia en gal·lès.
El prefix postal de Portllyfni és el  LL54 i el telefònic el 1286; a efectes censals, Pontllyfni està enclòs dins de Clynnog Fawr. No gaire lluny del poble hi ha el llogarret de Brynaerau.